# 陳啓輝
陳啓輝（?—?），廣東省新會縣人，清朝政治人物、進士出身。
光緒三十年，會試第78名，殿試登進士二甲93名。光緒三十三年，授翰林院編修。